# Чандрашекхара Ачарья
Чандраше́кхара Ача́рья (IAST: Candraśekhara Ācārya), также известен как Ачарьяра́тна (IAST: Ācāryaratna) — бенгальский кришнаитский святой, один из старших сподвижников Чайтаньи. Жил в конце XV — первой половине XVI века в Бенгалии. Родился в Шрихатте, но затем поселился в Навадвипе. В период пребывания Чайтаньи в священном городе Пури, ежегодно совершал туда паломничество. Одним из наиболее выдающихся учеников Чандрашекхары был Мурари Гупта.